# Joel Lehtonen
Joel Lehtonen fue un escritor finés nacido en 1881 y fallecido en 1934. De origen humilde fue adoptado por una familia pudiente que le proporcionó los medios para acudir a la universidad con la intención de estudiar periodismo, que se convertiría en labor secundaria, pues su verdadera vocación fue la escritura. 
En 1907 realizó un largo viaje por Italia, al que dedicó su obra El mirto y la rosa alpina. Enriqueció su cultura y europeismo con otros viajes por el continente, aunque la I Guerra Mundial le sobrevino en el Sáhara. De regreso a Finlandia escribió sus obras más sobresalientes: Un paseo de verano y Putkynotko. Terminó sus días suicidándose en la capital finlandesa.

## Su obra
Aunque sus narraciones primeras están imbuidas del neorromanticismo nacionalista de su tiempo, sus obras de madurez plasman los temas sociales con realismo. Fue un autor muy prolífico, de cuyas obras se pueden citar las siguientes:
- Perm: syysyön unelma,  1904
- Paholaisen viulu,  1904
- Mataleena: laulu synnyinseudulle, 1905
- Villi: kuvitteluja, 1905
- Tarulinna: Suomen kansan satuja Suomen lapsille uudelleen kerrottuina, 1906
- Ilvolan juttuja: kansansatusovitelmia Suomen lapsille, 1910
- Rakkaita muistoja, (Gratos recuerdos), 1911
- Myrtti ja alppiruusu, (El mirto y la rosa alpina), 1911
- Nuoruus, 1911
- Markkinoilta, (De las ferias), 1912
- Punainen mylly, 1913
- Munkkikammio, 1914
- Kerran kesällä, (Un paseo de verano), 1917
- Kuolleet omenapuut, 1918
- Puolikuun alla: matka- ja mielikuvia murjaanien maasta., 1919
- Putkinotko: kuvaus laiskasta viinatrokarista ja tuhmasta herrasta, 1920
- Tähtimantteli: sikermä, 1920
- Rakastunut rampa eli Sakris Kukkelman, köyhä polseviikki, (El lisiado enamorado), 1922
- Sorron lapset, (Los hijos de la opresión), 1923
- Korpi ja puutarha, 1923
- Onnen poika: vähäisiä muistokuvia.  (El hijo de la fortuna), 1925
- Punainen mies, (El hombre rojo), 1925
- Rai Jakkerintytär, (Rai, hija de Jakker), 1927
- Sirkus ja pyhimys: romaani vanhaan tyyliin, 1927
- Lintukoto: muutamia päiväkirjan lehtiä, (El país de la felicidad), 1929
- Keuruulainen impromptu, 1929
- Järkyttäviä jälkiä, 1931
- Henkien taistelu: kertomus tunnetuista kansalaisistamme, (Lucha de espíritus), 1933
- Hyvästijättö Lintukodolle, 1934
- Metsän ukko eli Kolmen kaartilaisen seikkailu
- Kanojen Kukkelman ja muita eläintarinoita
- Kirjeitä
- Runot
- Ruiskukka
- Lintukoto: muutamia päiväkirjan lehtiä; Hyvästijättö Lintukodolle : runoja.